# 新・座頭市物語
『新・座頭市物語』（しん・ざとういちものがたり）は、1963年の日本映画。勝新太郎の代表作、座頭市シリーズの第3作。

## 概要
シリーズ本作からはカラー作品となった。シリーズでは珍しく、台詞の中に「武田耕雲斎」や「藤田小四郎」といった実在の歴史上の人物の名が登場する（平手造酒や飯岡の助五郎も実在する）。また物語冒頭、市に出会った幼馴染が市のことを「笠間のイチタさん」と呼びかけるシーンがあり、座頭市の本名が呼ばれる珍しい作品となった（ただし、その後の『座頭市地獄旅』の中で市本人が「ガキの時分から市、市って呼ばれておりやした」と語っている）。
当初、ヒロインの弥生は足が不自由という構想があったが、演じる坪内ミキ子にそんな役はさせられないと会社側からストップがかかった。

## あらすじ
久しぶりに故郷の笠間に足を向けた市は、鬼怒川の温泉宿でかつて斬った関宿の勘兵衛の弟・安彦の島吉とその子分に襲われる。その決闘を止めたのは、偶然居合わせた市の剣の師匠・伴野弥十郎だった。数年ぶりに市は、弥十郎とともにかつて剣の修行に明け暮れた下館の道場に向かう。その道場には、変わらぬ優しさで市と接してくれる弥十郎の妹・弥生の姿があった。
同じ頃、奥村紀之助をはじめとする水戸天狗党の残党が落ち延びてきた。逃亡の旅費に窮した彼らは弥十郎を頼り、親子2代の浪人暮らしでうらぶれていた弥十郎は身代金目的の誘拐を持ちかける。
数日後、市は弥十郎から命じられ、道場で弥十郎の弟子達の前で居合い斬りを披露する。それを覗き見ていた島吉は、恐れをなした子分らに逃げられ、たった一人になってしまう。一方、市の居合い斬りを見学した弟子の一人で大店の息子・欽吾が奥村の仲間に誘拐されてしまう。その報を受けた弥十郎はすぐに現場に向かう。
弥生と2人きりで残された市は、弥生から求婚を受ける。戸惑う市だったが、弥生の申し出を受け入れ、今日限り堅気になることを誓う。そこへただ一人、市に斬られることも覚悟の上の島吉が勝負を挑んでくる。堅気になる約束のため仕込み杖を捨て、気の済むまで殴られ蹴られる覚悟の市と、ただヤクザの意地のためだけに斬られることを承知の上でやってきた島吉の勝負は、丁半博打にゆだねられる。丁なら市のことはすっぱり忘れる、半なら市の右腕を切り落としてもらう、と。サイコロの目は半と出る。しかし島吉は、市に気づかれないように目を丁に変えて去っていく。
道場に帰ってきた弥十郎に、市と弥生は結婚の許しを得ようとする。しかし弥十郎は激しく怒り、市は口汚く罵られ破門を言い渡されてしまう。
愛人・お薪のいる飲み屋で、弥十郎は酔った島吉と諍いを起こし、これを斬殺する。その現場に出くわした市は、その身を助けてくれた島吉を想い、怒りを抱く。
翌朝、人質の欽吾との身代金の受け渡しの場所に市が現れ、天狗党残党らを斬る。一方、欽吾の父・陣八郎を斬り殺し金を奪った弥十郎だったが、その現場を市が逃がした欽吾に見つかってしまう。市によって計画が頓挫したことを知った弥十郎は、邪魔をした市に襲いかかる。その一部始終を、弥生はなすすべもなく見ていた。

## スタッフ
- 企画:久保寺生郎
- 原作:子母沢寛
- 脚本:犬塚稔、梅林貴久生
- 監督:田中徳三
- 撮影:牧浦地志
- 録音:大角正夫
- 音楽:伊福部昭
- 照明:古谷賢次
- 美術:太田誠一
- 色彩技術:梶谷俊男
- 編集:山田弘
- スチール:浅田延之助
- 助監督:土井茂
- 製作主任:吉岡徹

## 出演
- 座頭市：勝新太郎
- 伴野弥十郎：河津清三郎
- 弥生：坪内ミキ子
- 安彦の島吉：須賀不二男
- 馬蔵：中村豊
- 奥井紀之助:丹羽又三郎
- おきぬ:真城千都世
- お薪:近藤美恵子
- 安蔵:伊達三郎
- 七五三吉:遠藤辰雄
- 山田靖之助:杉山昌三九
- 神田欽吾:高倉一郎
- 神田陣八郎:南部彰三
- お茂:武智豊子